# Roberta Flack
Roberta Cleopatra Flack (bà sinh ngày 10, tháng 2 năm 1937) là một ca sĩ Hoa Kỳ, và chơi đàn piano nhạc jazz, Pop, R&B, và folk. Bà đã nổi tiếng với những bản nhạc đã đạt hạng quán quân như "The First Time Ever I Saw Your Face", "Killing Me Softly with His Song", và "Feel Like Makin' Love"; cũng như "Where Is the Love" và "The Closer I Get to You", hai bản nhạc hát chung với Donny Hathaway.
Dĩa nhạc "The First Time Ever I Saw Your Face" đoạt giải Grammy 1973 và dĩa "Killing Me Softly with His Song" đoạt cùng giải năm 1974. Bà và ban nhạc U2 là những nghệ sĩ duy nhất mà đã đoạt giải Grammy 2 năm liên tiếp.

## Thời niên thiếu
Flack xuất thân từ một gia đình nhạc sĩ, sinh ra ở Black Mountain, North Carolina con ông Laron LeRoy và bà Irene Flack  một người chơi đại phong cầm cho nhà thờ, và lớn lên ở Arlington, Virginia.
Khi Flack được 9 tuổi, bà bắt đầu ham thích chơi đàn piano, và khi còn là thiếu nữ, Flack nổi bật về chơi nhạc piano cổ điển nên Howard University đã cho bà một học bổng toàn phần. Lúc được 15, bà bắt đầu học tại đại học này, trở thành một trong những sinh viên trẻ tuổi nhất ở đây. Dần dần bà đổi môn chính từ piano sang giọng hát, và trở phụ tá người điều khiển nhóm ca hát của trường. 
Roberta Flack trở thành một cô giáo tại một trường gần Chevy Chase, Maryland. Bà tốt nghiệp tại đại học Howard lúc 19 và tiếp tục học nhạc, nhưng vì cái chết đột ngột của cha làm bà phải đi dạy nhạc và tiếng Anh với số lương là $2800 1 năm ở Farmville, North Carolina.